# Europejskie Igrzyska Halowe w Lekkoatletyce 1967 – sztafeta 4 × 2 okrążenia mężczyzn
Sztafeta 4 × 2 okrążenia mężczyzn – jedna z konkurencji biegowych rozgrywanych podczas lekkoatletycznych europejskich igrzysk halowych w hali Sportovní hala w Pradze. Eliminacje zostały rozegrane 11 marca, a bieg finałowy 12 marca 1967. Długość jednego okrążenia wynosiła 160 metrów. Zwyciężyła reprezentacja Związku Radzieckiego. Tytułu z poprzednich igrzysk nie broniła sztafeta Republiki Federalnej Niemiec.

## Rezultaty

### Eliminacje
Rozegrano 2 biegi eliminacyjne, do których przystąpiło 7 zespołów. Awans do finału dawało zajęcie jednego z pierwszych dwóch miejsc w swoim biegu (Q).
Opracowano na podstawie materiału źródłowego.
Bieg 1
| Miejsce | Reprezentacja  | Zawodnicy                                                         | Czas   | Uwagi |
| ------- | -------------- | ----------------------------------------------------------------- | ------ | ----- |
| 1       | NRD            | Hermann Burde, Hartmut Koch, Hartmut Schwabe, Wolfgang Müller     | 2:19,3 | Q     |
| 2       | Czechosłowacja | Jaromír Haisl, Josef Hegyes, František Ortman, Josef Trousil      | 2:20,2 | Q     |
| 3       | Hiszpania      | Ramón Magariños, Álvaro González, Alfonso Gabernet, Rogelio Rivas | 2:21,5 |       |
| 4       | Węgry          | István Bátori, László Mihályfi, Gyula Rábai, István Gyulai        | 2:22,4 |       |

Bieg 2
| Miejsce | Reprezentacja | Zawodnicy                                                             | Czas   | Uwagi |
| ------- | ------------- | --------------------------------------------------------------------- | ------ | ----- |
| 1       | ZSRR          | Mykoła Szkarnikow, Wasyl Anisimow, Nikołaj Iwanow, Borys Sawczuk      | 2:20,5 | Q     |
| 2       | Polska        | Edward Romanowski, Jan Balachowski, Edmund Borowski, Tadeusz Jaworski | 2:20,5 | Q     |
| 3       | Włochy        | Ippolito Giani, Roberto Frinolli, Bruno Bianchi, Sergio Bello         | 2:20,8 |       |

### Finał
Opracowano na podstawie materiału źródłowego.
| Miejsce | Reprezentacja  | Zawodnicy                                                             | Czas   |
| ------- | -------------- | --------------------------------------------------------------------- | ------ |
| 1       | ZSRR           | Nikołaj Iwanow, Wasyl Anisimow, Aleksandr Bratczikow, Borys Sawczuk   | 2:18,0 |
| 2       | Polska         | Edward Romanowski, Jan Balachowski, Edmund Borowski, Tadeusz Jaworski | 2:20,2 |
| 3       | Czechosłowacja | Jaromír Haisl, Josef Hegyes, František Ortman, Josef Trousil          | 2:20,5 |
| –       | NRD            | Hermann Burde, Hartmut Koch, Hartmut Schwabe, Wolfgang Müller         | DQ     |